# Магнітний момент нейтрона
Магнітний момент нейтрона — це власний магнітний дипольний момент нейтрона, символ μn. Протони і нейтрони, обидва нуклони, складають ядра атомів, і обидва нуклони поводяться як маленькі магніти, сила яких вимірюється їхніми магнітними моментами. Нейтрон взаємодіє з нормальною матерією або через сильну взаємодію, або через свій магнітний момент. Магнітний момент нейтрона використовується для дослідження атомної структури матеріалів за допомогою методів розсіювання та для керування властивостями пучків нейтронів у прискорювачах частинок. Магнітний момент нейтрона було визначено непрямими методами в середині 1930-х років. У 1940 році Луїс Альварес і Фелікс Блок зробили перше точне пряме вимірювання магнітного моменту нейтрона. Існування магнітного моменту нейтрона вказує на те, що нейтрон не є елементарною частинкою, оскільки для того, щоб елементарна частинка мала власний магнітний момент, вона повинна мати як спін, так і електричний заряд. Нейтрон має спін 1/2 ħ, але без заряду. Існування магнітного моменту нейтрона було загадковим і не піддавалося правильному поясненню, поки в 1960-х роках не була розроблена кваркова модель для частинок. Нейтрон складається з трьох кварків, і магнітні моменти цих елементарних частинок поєднуються, щоб надати нейтрону його магнітний момент.

## Опис

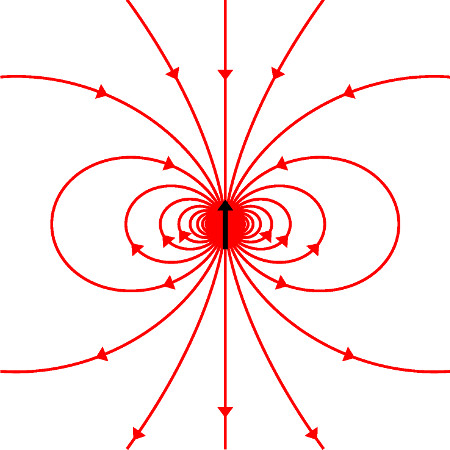
Схематична діаграма, на якій показано спін нейтрона у вигляді чорної стрілки та силових ліній магнітного поля, пов'язаних із негативним магнітним моментом нейтрона. На цій діаграмі спін нейтрона спрямований вгору, але лінії магнітного поля в центрі диполя спрямовані вниз.

Найкраще доступне вимірювання значення магнітного моменту нейтрона μn = −1.91304272(45) μN. Тут μN — ядерний магнетон, фізична стала та стандартна одиниця для магнітних моментів ядерних компонентів. В одиницях СІ μn = −9.6623647(23)×10−27 Дж⁄Тл. Магнітний момент є векторною величиною, і напрям магнітного момента нейтрона визначається його спіном. Крутний момент нейтрона, що виникає в результаті дії зовнішнього магнітного поля, спрямовує вектор спіна нейтрона проти вектора магнітного поля.
Ядерний магнетон — це спіновий магнітний момент частинки Дірака, заряджений спін1/2 з масою протона m p. В одиницях СІ ядерний магнетон дорівнює
{\displaystyle \mu _{\mathrm {N} }={{e\hbar } \over {2m_{\mathrm {p} }}},}
де e — елементарний заряд, а ħ — приведена стала Планка. Магнітний момент цієї частинки паралельний її спіну. Оскільки нейтрон не має заряду, відповідно до цього виразу він не повинен мати магнітного моменту. Відмінний від нуля магнітний момент нейтрона свідчить про те, що він не є елементарною частинкою. Знак магнітного моменту нейтрона — знак негативно зарядженої частинки. Аналогічно, той факт, що магнітний момент протона, μp = 2.793 μN, не дорівнює 1 μ N означає, що він теж не є елементарною частинкою. Протони та нейтрони складаються з кварків, і магнітні моменти кварків можна використовувати для обчислення магнітних моментів нуклонів.
Незважаючи на те, що нейтрон взаємодіє зі звичайною речовиною переважно через сильну взаємодію або магнітні сили, магнітна взаємодія приблизно на сім порядків слабша, ніж сильна взаємодія. Тому вплив магнітного моменту нейтрона очевидний лише для нейтронів низької енергії, або повільних нейтронів. Оскільки величина магнітного моменту обернено пропорційна масі частинки, ядерний магнетон становить приблизно1⁄2000 величини магнетона Бора. Отже, магнітний момент електрона приблизно 1000 разів більше, ніж у нейтрона.
Магнітні моменти нейтрона і антинейтрона мають однакову величину, але протилежні за знаком.

## Вимірювання
Незабаром після відкриття нейтрона в 1932 році з'явилися непрямі докази того, що нейтрон мав несподіване ненульове значення свого магнітного моменту. Спроби виміряти магнітний момент нейтрона почалися з відкриття Отто Штерном у 1933 році в Гамбурзі, того що протон має аномально великий магнітний момент. Магнітний момент протона був визначений шляхом вимірювання відхилення пучка молекулярного водню магнітним полем. За це відкриття Штерн отримав Нобелівську премію в 1943 році.
До 1934 року групи під керівництвом Штерна (тепер у Піттсбурзі) та І. І. Рабі в Нью-Йорку незалежно виміряли магнітні моменти протона та дейтрона. Виміряні значення для цих частинок лише приблизно збігалися між групами, але група Рабі підтвердила попередні вимірювання Штерна про те, що магнітний момент для протона був неочікувано великим. Оскільки дейтрон складається з протона та нейтрона з вирівняними спинами, магнітний момент нейтрона можна визначити шляхом віднімання магнітних моментів дейтрона та протона. Отримане значення не було нульовим і мало знак, протилежний знаку протона.
Значення магнітного моменту нейтрона були також визначені Р. Бахером в Анн-Арборі (1933) та І. Є. Таммом і С. О. Альтшулером у Радянському Союзі (1934) з досліджень надтонкої структури атомних спектрів. Хоча оцінка Тамма і Альтшулера мала правильний знак і порядок величини (μn = −0.5 μN), результат був сприйнятий скептично. До кінця 1930-х років група Рабі визначила точні значення магнітного моменту нейтрона за допомогою вимірювань із застосуванням нещодавно розроблених методів ядерного магнітного резонансу. Велике значення магнітного моменту протона та висунуте негативне значення магнітного моменту нейтрона були неочікуваними та не могли бути пояснені. Аномальні значення магнітних моментів нуклонів залишалися загадкою, поки в 1960-х роках не було розроблено кваркову модель.
Удосконалення та еволюція вимірювань Рабі призвели до відкриття в 1939 році, що дейтрон також має електричний квадрупольний момент. Ця електрична властивість дейтрона заважала вимірюванням групи Рабі. Відкриття означало, що фізична форма дейтрона не була симетричною, що дало цінне розуміння природи ядерної сили, що зв'язує нуклони. У 1944 році Рабі був удостоєний Нобелівської премії за його резонансний метод реєстрації магнітних властивостей атомних ядер.
Значення магнітного моменту нейтрона було вперше безпосередньо виміряно Луїсом Альваресом і Феліксом Блохом у Берклі, штат Каліфорнія, у 1940 році. Використовуючи розширення методів магнітного резонансу, розроблених Рабі, Альварес і Блох визначили магнітний момент нейтрона μn = −1.93(2) μN. Безпосередньо вимірявши магнітний момент вільних нейтронів або окремих нейтронів, вільних від ядра, Альварес і Блох розв'язали всі сумніви та неясності щодо цієї аномальної властивості нейтронів.

## g-фактор нейтронів і гіромагнітне відношення
Магнітний момент нуклона іноді виражають через його g -фактор, безрозмірний скаляр. Відношення, що визначає g -фактор для складних частинок, таких як нейтрон або протон, є
{\displaystyle {\boldsymbol {\mu }}={\frac {g\mu _{\mathrm {N} }}{\hbar }}{\boldsymbol {I}}}
де μ — власний магнітний момент, I — обертовий момент імпульсу, а g — ефективний g -фактор. Хоча g -фактор є безрозмірним, для композитних частинок він визначається відносно природної одиниці ядерного магнетона. Для нейтрона I дорівнює ½ ħ, тому g -фактор нейтрона, символ gn, дорівнює −3.82608545(90).
Гіромагнітне відношення, символ γ, частинки або системи — це відношення її магнітного моменту до кутового моменту обертання, або
{\displaystyle {\boldsymbol {\mu }}=\gamma {\boldsymbol {I}}}
Для нуклонів відношення прийнято записувати через масу і заряд протона за формулою
{\displaystyle \gamma ={\frac {g\mu _{\mathrm {N} }}{\hbar }}=g{\frac {e}{2m_{\text{p}}}}}
Гіромагнітне відношення нейтрона, символ γ n, становить −1.83247171(43). Гіромагнітне відношення також є відношенням між спостережуваною кутовою частотою ларморівської прецесії (в рад с−1) та напруженістю магнітного поля при ядерно-магнітному резонансі, наприклад, у МРТ. З цієї причини значення γ n часто подається в одиницях МГц⁄Тл значенняγn/ 2π  (так званий «гамма-бар») є зручним, що має значення −29.1646943(69)МГц⁄Тл.

## Фізичне значення

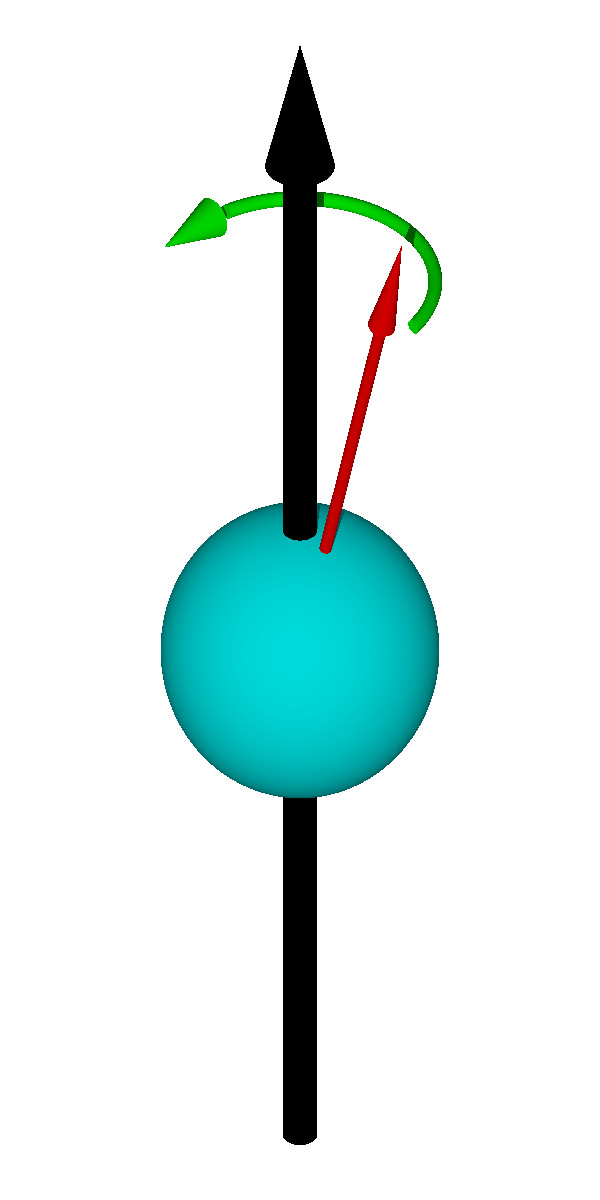
Напрям ларморівської прецесії для нейтрона. Центральна стрілка позначає магнітне поле, маленька червона стрілка — спін нейтрона.

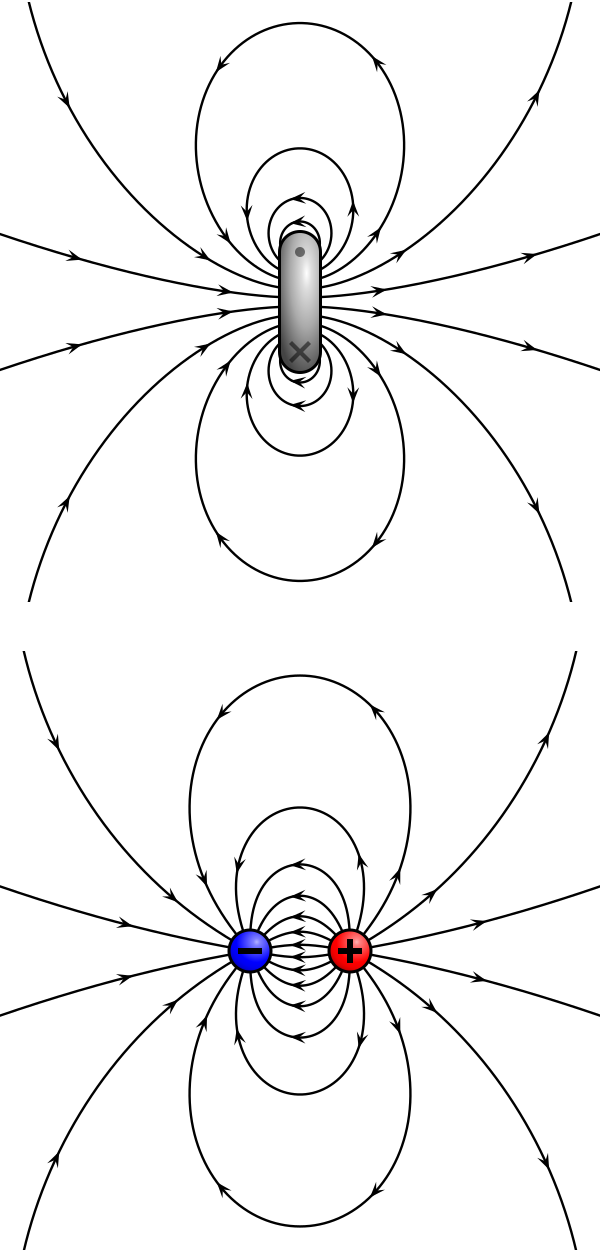
Магнітний дипольний момент може бути створений або петлею струму (верхній; Амперівський), або двома магнітними монополями (нижній; Гілбертовий). Магнітний момент нейтрона є Амперівським.

Коли нейтрон потрапляє в магнітне поле, створене зовнішнім джерелом, він піддається крутному моменту, який прагне орієнтувати його магнітний момент паралельно полю (отже, його спін антипаралельний до поля). Як і для будь-якого магніта, величина цього крутного моменту пропорційна як магнітному моменту, так і зовнішньому магнітному полю. Оскільки нейтрон має кутовий момент обертання, цей крутний момент призведе до прецесії нейтрона з чітко визначеною частотою, яка називається частотою Лармора. Саме це явище дозволяє вимірювати ядерні властивості за допомогою ядерного магнітного резонансу. Ларморовську частоту можна визначити добутком гіромагнітного відношення на напруженість магнітного поля. Оскільки знак γ n негативний, момент імпульсу обертання нейтрона прецесує проти годинникової стрілки відносно напрямку зовнішнього магнітного поля.
Взаємодія магнітного моменту нейтрона із зовнішнім магнітним полем була використана для остаточного визначення спіну нейтрона. У 1949 році Хьюз і Бергі виміряли нейтрони, відбиті від феромагнітного дзеркала, і виявили, що кутовий розподіл відбиттів відповідає спіну 1/2. У 1954 році Шервуд, Стівенсон і Бернштейн застосували нейтрони в експерименті Штерна-Герлаха, який використовував магнітне поле для розділення спінових станів нейтронів. Вони зафіксували два такі спінові стани, що відповідають спіну 1/2 частинки. До цих вимірювань не можна було виключити можливість того, що нейтрон був частинкою зі спіном 3/2.
Оскільки нейтрони є нейтральними частинками, їм не потрібно долати кулонівське відштовхування, коли вони наближаються до заряджених мішеней, яке відчувають протони або альфа-частинки. Нейтрони можуть глибоко проникати в речовину. Тому магнітний момент нейтрона використовувався для дослідження властивостей матерії за допомогою методів розсіювання або дифракції. Ці методи надають інформацію, яка доповнює рентгенівську спектроскопію. Зокрема, магнітний момент нейтрона використовується для визначення магнітних властивостей матеріалів на масштабах довжини 1–100 Å за допомогою холодних або теплових нейтронів. Бертрам Брокхаус і Кліффорд Шалл отримали Нобелівську премію з фізики в 1994 році за розробку цих методів розсіювання.
Без електричного заряду нейтронними пучками неможливо керувати звичайними електромагнітними методами, що використовуються для прискорювачів частинок. Магнітний момент нейтрона дозволяє певним чином контролювати нейтрони за допомогою магнітних полів, однак, включаючи формування поляризованих пучків нейтронів. Одна методика використовує той факт, що холодні нейтрони будуть відбиватися від деяких магнітних матеріалів з великою ефективністю, якщо розсіяні під малими кутами нахилу. Відбиття переважно вибирає певні спінові стани, таким чином поляризуючи нейтрони. Нейтронні магнітні дзеркала та напрямні використовують це явище повного внутрішнього відбиття для керування пучками повільних нейтронів.
Оскільки атомне ядро складається зі зв'язаного стану протонів і нейтронів, магнітні моменти нуклонів вносять внесок у ядерний магнітний момент або магнітний момент ядра в цілому. Ядерний магнітний момент також включає внесок від орбітального руху заряджених протонів. Найпростішим прикладом ядерного магнітного моменту є дейтрон, що складається з протона і нейтрона. Сума магнітних моментів протона і нейтрона дає 0,879 µN, що знаходиться в межах 3 % від виміряного значення 0,857 µ N. У цьому розрахунку спіни нуклонів вирівняні, але їхні магнітні моменти зміщені через негативний магнітний момент нейтрона.

## Природа магнітного моменту нейтрона
Магнітний дипольний момент може бути створений двома можливими механізмами. Одним із способів є невелика петля електричного струму, яка називається «амперівським» магнітним диполем. Іншим способом є пара магнітних монополів протилежного магнітного заряду, зв'язаних між собою певним чином, які називаються «гільбертовським» магнітним диполем. Однак елементарні магнітні монополі залишаються гіпотетичними та неспостереженими. Протягом 1930-х і 1940-х років не було зрозуміло, який із цих двох механізмів спричинив власний магнітний момент нейтрона. У 1930 році Енріко Фермі показав, що магнітні моменти ядер (включаючи протон) є амперівськими. Два види магнітних моментів відчувають різні сили в магнітному полі. Ґрунтуючись на аргументах Фермі, було показано, що власні магнітні моменти елементарних частинок, включаючи нейтрон, є амперівськими. Аргументи базуються на основах електромагнетизму, елементарній квантовій механіці та надтонкій структурі енергетичних рівнів s-стану атома. У випадку нейтрона теоретичні можливості були вирішені лабораторними вимірюваннями розсіювання повільних нейтронів від феромагнітних матеріалів у 1951 році.

## Аномальні магнітні моменти та фізика мезонів
Аномальні значення для магнітних моментів нуклонів представляли теоретичні труднощі протягом 30 років від часу їх відкриття на початку 1930-х років до розробки кваркової моделі в 1960-х роках. Було витрачено значні теоретичні зусилля, щоб зрозуміти походження цих магнітних моментів, але невдачі цих теорій були кричущими. Значна частина теоретичної уваги була зосереджена на розробці еквівалентності ядерної сили надзвичайно успішній теорії, що пояснює малий аномальний магнітний момент електрона.
Проблема походження магнітних моментів нуклонів була поставлена ще в 1935 році. Джан Карло Вік припустив, що магнітні моменти можуть бути викликані квантово-механічними флуктуаціями цих частинок відповідно до теорії бета-розпаду Фермі 1934 року. Відповідно до цієї теорії, нейтрон частково, регулярно і короткочасно розпадається на протон, електрон і нейтрино як природний наслідок бета-розпаду. Згідно з цією ідеєю, магнітний момент нейтрона був викликаний швидкоплинним існуванням великого магнітного моменту електрона в ході цих квантово-механічних флуктуацій, значення магнітного моменту визначається тривалістю часу, протягом якого віртуальний електрон знаходився в стані існування. Проте теорія виявилася неспроможною, коли Ганс Бете та Роберт Бахер показали, що вона передбачала значення магнітного моменту, які були або надто малими, або надто великими, залежно від спекулятивних припущень.

Однопетлева поправка до магнітного дипольного моменту ферміона. Суцільні лінії вгорі та внизу представляють ферміон (електрон або нуклон), хвилясті лінії представляють частинку, яка є посередником сили (фотони для квантової електродинаміки, мезони для сильної взаємодії). Середні суцільні лінії представляють віртуальну пару частинок (електрон і позитрон для квантової електродинаміки, піони для сильної взаємодії).

Подібні міркування для електрона виявилися набагато вдалішими. У квантовій електродинаміці (КЕД) аномальний магнітний момент частинки виникає через невеликий внесок квантово-механічних флуктуацій у магнітний момент цієї частинки. Передбачається, що g-фактор для магнітного моменту Дірака становить g = −2 для негативно зарядженої частинки зі спіном 1/2. Для таких частинок, як електрон, цей «класичний» результат відрізняється від спостережуваного значення на невелику частку відсотка; різниця в порівнянні з класичним значенням — це аномальний магнітний момент. Фактичний g-фактор для електрона становить −2.00231930436153(53). КЕД є результатом посередництва електромагнітної сили фотонами. Фізична картина полягає в тому, що ефективний магнітний момент електрона є результатом внеску «голого» електрона, який є частинкою Дірака, і хмари «віртуальних» короткоживучих електрон-позитронних пар і фотонів, які оточують цю частинку, як наслідок КЕД. Невеликі ефекти цих квантово-механічних флуктуацій можна теоретично обчислити за допомогою діаграм Фейнмана з петлями.
Однопетлевий внесок в аномальний магнітний момент електрона, що відповідає першому порядку та найбільшій поправці в КЕД, знайдено шляхом обчислення вершинної функції, показаної на діаграмі праворуч. Розрахунок був відкритий Джуліаном Швінгером у 1948 році. Обчислене до четвертого порядку передбачення КЕД для аномального магнітного моменту електрона узгоджується з експериментально виміряним значенням з більш ніж 10 значущими цифрами, що робить магнітний момент електрона одним із найбільш точно перевірених передбачень в історії фізики.
У порівнянні з електроном аномальні магнітні моменти нуклонів величезні. G-фактор для протона становить 5,6, а незаряджений нейтрон, який взагалі не повинен мати магнітного моменту, має g-фактор -3,8. Зауважте, однак, що аномальні магнітні моменти нуклонів, тобто їхні магнітні моменти з відніманням очікуваних магнітних моментів частинок Дірака, приблизно рівні, але мають протилежний знак: μp − 1.00 μN = +1.79 μN ,  μn − 0.00 μN = −1.91 μN.
Взаємодія Юкави для нуклонів була відкрита в середині 1930-х років, і ця ядерна сила опосередковується піонними мезонами. Паралельно з теорією для електрона висувалася гіпотеза про те, що петлі вищого порядку за участю нуклонів і піонів можуть генерувати аномальні магнітні моменти нуклонів. Фізична картина полягала в тому, що ефективний магнітний момент нейтрона виникає в результаті спільного внеску «голого» нейтрона, який дорівнює нулю, і хмари «віртуальних» піонів і фотонів, які оточують цю частинку в результаті сильної взаємодії та електромагнітної взаємодії. Діаграма Фейнмана праворуч є діаграмою першого порядку, де роль віртуальних частинок відіграють піони. Як зазначив Абрахам Пейс, «між кінцем 1948 і серединою 1949 року з'явилося щонайменше шість статей, які повідомляли про розрахунки другого порядку нуклонних моментів». Ці теорії також були, як зазначив Паїс, «провалом» — вони дали результати, які суттєво суперечили спостереженням. Тим не менш, серйозні зусилля в цьому напрямку тривали протягом наступних кількох десятиліть, але не мали успіху. Ці теоретичні підходи були невірними, тому що нуклони є складними частинками, магнітні моменти яких виникають від їх елементарних компонентів, кварків.

## Кваркова модель магнітних моментів нуклонів
У кварковій моделі для адронів нейтрон складається з одного верхнього кварка (заряд +2/3 e) і двох нижніх кварків (заряд −1/3 e). Магнітний момент нейтрона можна змоделювати як суму магнітних моментів складових кварків, хоча ця проста модель суперечить складності Стандартної моделі фізики елементарних частинок. Розрахунок передбачає, що кварки поводяться як точкові частинки Дірака, кожна з яких має власний магнітний момент, як обчислено за допомогою виразу, подібного до наведеного вище для ядерного магнетона:
{\displaystyle \mu _{\mathrm {q} }={{e_{\mathrm {q} }\hbar } \over {2m_{\mathrm {q} }}},}
де змінні з індексом q стосуються магнітного моменту, заряду або маси кварка. Спрощено, магнітний момент нейтрона можна розглядати як результат векторної суми магнітних моментів трьох кварків плюс орбітальних магнітних моментів, викликаних рухом трьох заряджених кварків усередині нейтрона.
В одному з перших успіхів Стандартної моделі (теорія SU(6)), у 1964 році Мірза А. Б. Бег, Бенджамін Лі та Абрахам Пейс теоретично розрахували співвідношення магнітних моментів протона до нейтрона, яке дорівнює −3/2, що узгоджується з експериментальним значенням з точністю до 3 %. Виміряне значення цього відношення становить −1.45989806(34). Протиріччя квантово-механічної основи цього розрахунку з принципом виключення Паулі призвело до відкриття колірного заряду для кварків Оскаром Грінбергом у 1964 році.
На основі нерелятивістської квантово-механічної хвильової функції для баріонів, що складаються з трьох кварків, простий розрахунок дає досить точні оцінки магнітних моментів нейтронів, протонів та інших баріонів. Для нейтрона магнітний момент визначається як μn = 4/3 μd − 1/3 μu, де μ d і μ u — магнітні моменти для нижнього та верхнього кварків відповідно. Цей результат поєднує внутрішні магнітні моменти кварків з їхніми орбітальними магнітними моментами та припускає, що три кварки знаходяться в особливому, домінантному квантовому стані.
| Баріон | Магнітний момент кваркової моделі | Обчислений ({\displaystyle \mu _{\mathrm {N} }}) | Спостерігається ({\displaystyle \mu _{\mathrm {N} }}) |
| ------ | --------------------------------- | ------------------------------------------------ | ----------------------------------------------------- |
| p      | 4/3 μ u − 1/3 μ d                 | 2.79                                             | 2,793                                                 |
| п      | 4/3 μ d − 1/3 μ u                 | −1,86                                            | −1,913                                                |

Результати цього розрахунку є обнадійливими, але маси верхніх або нижніх кварків були прийняті рівними 1/3 маси нуклона. Маса кварків насправді становить лише близько 1 % від маси нуклона. Розбіжність виникає через складність Стандартної моделі для нуклонів, де більша частина їх маси походить від глюонних полів, віртуальних частинок і пов'язаної з ними енергії, які є важливими аспектами сильної взаємодії. Крім того, складна система кварків і глюонів, що утворюють нейтрон, вимагає релятивістського розгляду. Магнітні моменти нуклонів були успішно обчислені з перших принципів, що потребувало значних обчислювальних ресурсів.